# Křepice (ort i Tjeckien, lat 49,00, long 16,72)
Křepice är en ort i Tjeckien.   Den ligger i regionen Södra Mähren, i den sydöstra delen av landet, 210 km sydost om huvudstaden Prag. Křepice ligger 235 meter över havet och antalet invånare är 1 254.
Terrängen runt Křepice är huvudsakligen platt, men åt sydost är den kuperad. Terrängen runt Křepice sluttar västerut. Runt Křepice är det ganska tätbefolkat, med 111 invånare per kvadratkilometer. Närmaste större samhälle är Hustopeče, 6,7 km söder om Křepice. Trakten runt Křepice består till största delen av jordbruksmark.